# Argentina en los Juegos Paralímpicos de Río de Janeiro 2016

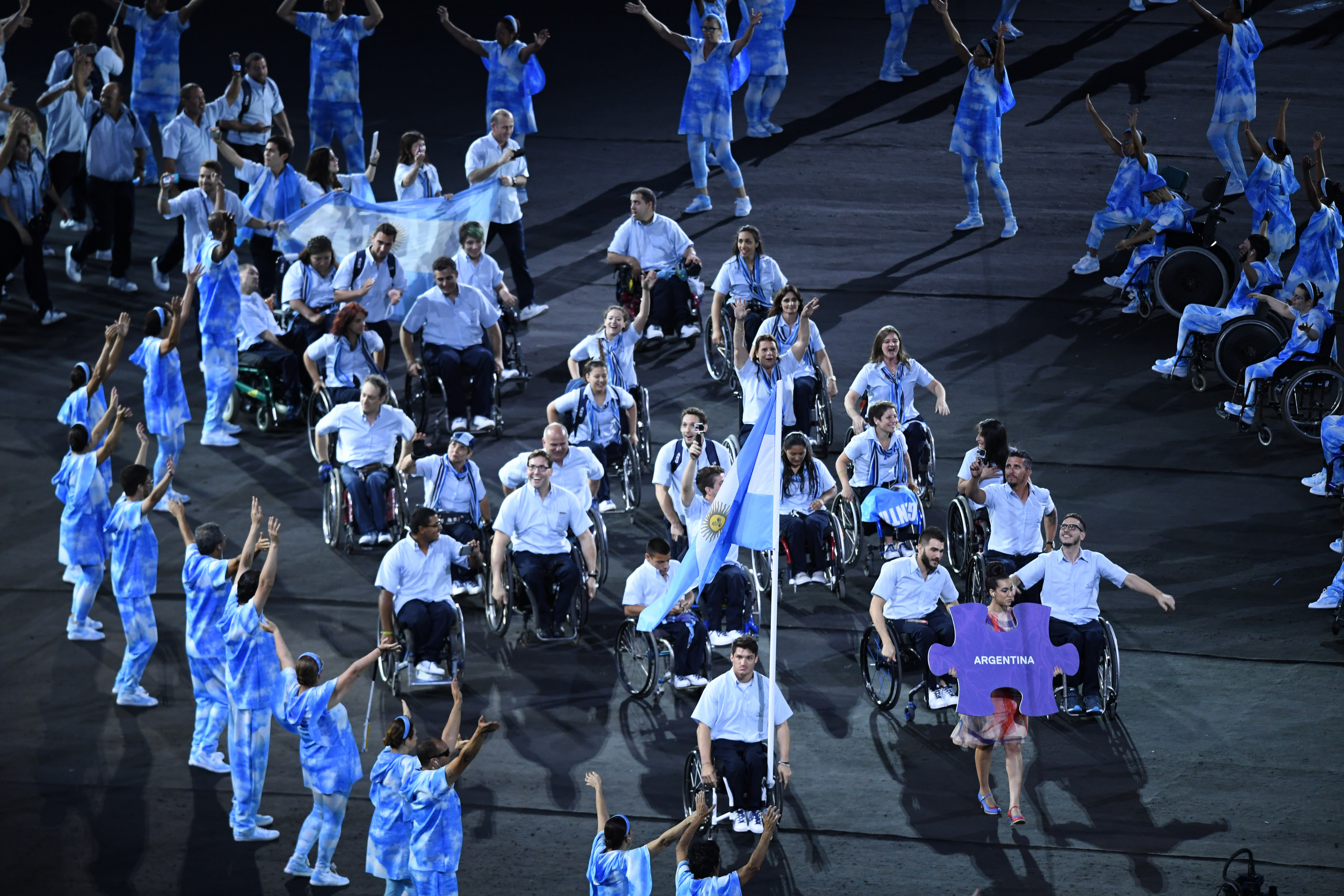
La delegación argentina desfila en la ceremonia inaugural, con el tenista Gustavo Fernández como abanderado.

La participación de Argentina en los Juegos Paralímpicos de Río de Janeiro 2016, celebrados en esa ciudad de Brasil del 7 al 18 de septiembre de 2016, fue la 15.ª actuación paralímpica de los deportistas argentinos, en la también 15.ª edición de los Juegos Paralímpicos. 
La delegación estuvo integrada por 82 deportistas, de los cuales 56 fueron hombres (70%) y 26 fueron mujeres (30%), que participaron en 15 deportes. Se trata de la delegación femenina más numerosa en la historia del deporte paralímpico argentino y la segunda delegación más numerosa detrás de la que viajó a Londres 2012, a la que concurrieron 142 deportistas. Como abanderado fue elegido el tenista en silla de ruedas Gustavo Fernández.
Argentina obtuvo cinco medallas (1 de oro, una de plata y tres de bronce) y 35 diplomas paralímpicos (puestos 4º a 8º), en diez de los quince deportes en que se presentó. Yanina Martínez obtuvo una medalla dorada al ganar la final en los 100 metros llanos femeninos de la categoría T36. Hernán Urra obtuvo una medalla de plata en lanzamiento de bala masculino de la categoría F35. Hernán Barreto obtuvo dos medallas de bronce, una en 100 metros llanos masculinos y otra en 200 metros planos masculino de la categoría T35. El último día de competencias el seleccionado argentino masculino de fútbol para ciegos, Los Murciélagos, ganó la medalla de bronce. El país ocupó la posición 54.ª en el medallero, sobre 176 países.
Se trató del mejor desempeño del equipo argentino desde Atlanta 1996 y el segundo mejor desde Arnhem 1980.
La delegación argentina estuvo organizada por el Comité Paralímpico Argentino (COPAR) y las federaciones deportivas nacionales de cada deporte con actuación en los mismos.

## Medallistas
| Medalla | Nombre                             | Deporte   | Evento                  | Fecha      |
| ------- | ---------------------------------- | --------- | ----------------------- | ---------- |
|         | Yanina Martínez                    | Atletismo | 100 metros T36          | 09/09/2016 |
|         | Hernán Urra                        | Atletismo | Lanzamiento de Bala F35 | 12/09/2016 |
|         | Hernán Barreto                     | Atletismo | 100 metros T35          | 09/09/2016 |
|         | Hernán Barreto                     | Atletismo | 200 metros T35          | 12/09/2016 |
|         | Selección de fútbol 5 de Argentina | Futbol    | Fútbol 5 masculino      | 17/09/2016 |

| Deporte   |   |   |   | Total |
| Atletismo | 1 | 1 | 2 | 4     |
| Fútbol    | 0 | 0 | 1 | 1     |
| Total     | 1 | 1 | 3 | 5     |

## Diplomas paralímpicos
| Atletas                                                            | Deporte                  | Evento                         | Posición         | Fecha            |
| ------------------------------------------------------------------ | ------------------------ | ------------------------------ | ---------------- | ---------------- |
| Daniela Giménez                                                    | Natación                 | 100 m pecho femenino SB9       | 7ª               | 8 de septiembre  |
| Matías de Andrade                                                  | Natación                 | 100 m espalda masculino S7     | 7ª               | 8 de septiembre  |
| Guillermo Marro                                                    | Natación                 | 100 m espalda masculino S7     | 8ª               | 8 de septiembre  |
| José Effrón                                                        | Judo                     | Hasta 81 kilos                 | cuartos de final | 9 de septiembre  |
| Nicolás Aravena                                                    | Atletismo                | 100 metros llanos              | 6º               | 9 de septiembre  |
| Diego Martín González                                              | Atletismo                | 100 metros llanos              | 7º               | 9 de septiembre  |
| Florencia Belen Romero                                             | Atletismo                | Lanzamiento de disco           | 7º               | 9 de septiembre  |
| Jorge Lencina                                                      | Judo                     | Hasta 90 kilos                 | cuartos de final | 10 de septiembre |
| Mariano Domínguez                                                  | Atletismo                | 1500 m T37                     | 7º               | 11 de septiembre |
| Diego Martín González                                              | Atletismo                | 200 metros llanos              | 4º               | 12 de septiembre |
| Nicolás Aravena                                                    | Atletismo                | 200 metros llanos              | 6º               | 12 de septiembre |
| Luis Cristaldo María Sahonero Mauricio Ibarbure Sebastián González | Boccia                   | Equipo mixto BC1-2             | 4º               | 12 de septiembre |
| Gustavo Fernández Agustín Ledesma                                  | Tenis en silla de ruedas | Dobles masculino               | cuartos de final | 12 de septiembre |
| Sergio Paz                                                         | Atletismo                | Lanzamiento de disco           | 6º               | 12 de septiembre |
| Yanina Martínez                                                    | Atletismo                | 200 metros llanos              | 4º               | 13 de septiembre |
| Mario Tataren                                                      | Atletismo                | Salto en largo                 | 7º               | 13 de septiembre |
| Gustavo Fernández                                                  | Tenis en silla de ruedas | Individual masculino           | cuartos de final | 13 de septiembre |
| Patricio Guglialmelli Lynch                                        | Equitación               | Individual masculino Grado III | 8º               | 13 de septiembre |
| Nadia Báez                                                         | Natación                 | 100 m pecho femenino SB11      | 5º               | 13 de septiembre |
| Pipo Carlomagno                                                    | Natación                 | 100 m espalda masculino S8     | 6º               | 13 de septiembre |
| Mariela Delgado                                                    | Ciclismo de ruta         | Contrarreloj femenino C5       | 6º               | 14 de septiembre |
| Rodrigo López                                                      | Ciclismo de ruta         | Contrarreloj masculino C1      | 8º               | 14 de septiembre |
| Equipo masculino de fútbol 7 adaptado                              | Fútbol 7                 | Masculino                      | 6º               | 14 de septiembre |
| Facundo Arregui                                                    | Natación                 | 400 m libre S7                 | 5º               | 14 de septiembre |
| Elián Araya                                                        | Natación                 | 100 m pecho SB14               | 8º               | 14 de septiembre |
| Ana Luz Pellitero                                                  | Natación                 | 100 m espalda S12              | 6ª               | 14 de septiembre |
| Anabel Moro                                                        | Natación                 | 100 m espalda S12              | 7ª               | 14 de septiembre |
| Lucas Díaz Aspiroz                                                 | Canotaje                 | Velocidad KL1 masculino        | 6º               | 15 de septiembre |
| Marco Pulleiro                                                     | Natación                 | 100 metros estilo mariposa     | 7º               | 15 de septiembre |
| Mariela Analía Delgado                                             | Ciclismo                 | Carrera de ruta                | 4ª               | 17 de septiembre |
| Anabel Moro                                                        | Natación                 | 50 metros estilo libre         | 4ª               | 17 de septiembre |

## Medalla de oro en 100 metros llanos femenino
El 9 de septiembre la atleta Yanina Martínez ganó la medalla de oro en la prueba de 100 metros llanos, Clase T36. Argentina hacía 20 años que no ganaba una medalla de oro; las dos últimas habían sido obtenidas en Atlanta 1996.
Martínez obtuvo el mejor tiempo (14.50) en las series clasificatorias y volvió a ganar la final con un tiempo de 14.46.
| Atletismo Femenino 100 m T36 Participantes: 10 | Atletismo Femenino 100 m T36 Participantes: 10 | Atletismo Femenino 100 m T36 Participantes: 10 | Atletismo Femenino 100 m T36 Participantes: 10 | Atletismo Femenino 100 m T36 Participantes: 10 |
|                                                | Atleta                                         | País                                           | Tiempo                                         |                                                |
| ---------------------------------------------- | ---------------------------------------------- | ---------------------------------------------- | ---------------------------------------------- | ---------------------------------------------- |
| 1                                              | Yanina Martínez                                | Argentina                                      | 14.46                                          |                                                |
| 2                                              | Claudia Nicoleitzik                            | Alemania                                       | 14.64                                          |                                                |
| 3                                              | Martha Liliana Hernández Florián               | Colombia                                       | 14.71                                          |                                                |
| Fuente: Página oficial de los Juegos.          |                                                |                                                |                                                |                                                |

## Medalla de bronce en 100 metros llanos masculino
El 9 de septiembre el atleta Hernán Barreto ganó la medalla de bronce en la prueba de 100 metros llanos, Clase T35. Barreto obtuvo así se segunda medalla paralímpica, luego de haber ganado la de bronce en 200 metros llanos en los Juegos Paralímpicos de Londres 2012. Barreto había clasificado a la final en tercer lugar, con un tiempo de 13.38, y en la final logró una marca de 12.85, que constituyó su mejor marca personal hasta ese momento. En la misma prueba ganaron diploma paralímpico los argentinos Nicolás Aravena (6º; 13.45 -mejor marca personal) y Diego Martín Conzález (7º; 13.45).
| Atletismo Masculino 100 m T35 Participantes: 10 | Atletismo Masculino 100 m T35 Participantes: 10 | Atletismo Masculino 100 m T35 Participantes: 10 | Atletismo Masculino 100 m T35 Participantes: 10 | Atletismo Masculino 100 m T35 Participantes: 10 |
|                                                 | Atleta                                          | País                                            | Tiempo                                          |                                                 |
| ----------------------------------------------- | ----------------------------------------------- | ----------------------------------------------- | ----------------------------------------------- | ----------------------------------------------- |
| 1                                               | Ihor Tsvietov                                   | Ucrania                                         | 12.31                                           |                                                 |
| 2                                               | Fabio Da Silva Bordignon                        | Brasil                                          | 12.66                                           |                                                 |
| 3                                               | Hernán Barreto                                  | Argentina                                       | 12.85                                           |                                                 |
| Fuente: Página oficial de los Juegos.           |                                                 |                                                 |                                                 |                                                 |

## Medalla de bronce en 200 metros llanos masculino
El 12 de septiembre el atleta Hernán Barreto ganó su segunda medalla de bronce en los Juegos, al llegar tercero en la prueba de 200 metros llanos, Clase T35. Barreto obtuvo así su tercera medalla paralímpica. 
Barreto había clasificado a la final en cuarto lugar, con un tiempo de 27.37, y en la final logró una marca de 26.50, que constituyó su mejor marca personal de la temporada, accediendo así a la medalla. En la misma prueba ganaron diploma paralímpico los argentinos Diego Martín Conzález (4º; 27.21) y Nicolás Aravena (6º; 27.51 -mejor marca personal).
| Atletismo Masculino 200 m T35 Participantes: 9 | Atletismo Masculino 200 m T35 Participantes: 9 | Atletismo Masculino 200 m T35 Participantes: 9 | Atletismo Masculino 200 m T35 Participantes: 9 | Atletismo Masculino 200 m T35 Participantes: 9 |
|                                                | Atleta                                         | País                                           | Tiempo                                         |                                                |
| ---------------------------------------------- | ---------------------------------------------- | ---------------------------------------------- | ---------------------------------------------- | ---------------------------------------------- |
| 1                                              | Ihor Tsvietov                                  | Ucrania                                        | 25.11                                          |                                                |
| 2                                              | Fabio Da Silva Bordignon                       | Brasil                                         | 26.01                                          |                                                |
| 3                                              | Hernán Barreto                                 | Argentina                                      | 26.50                                          |                                                |
| Fuente: Página oficial de los Juegos.          |                                                |                                                |                                                |                                                |

## Medalla de plata en lanzamiento de bala
El 12 de septiembre el atleta Hernán Urra ganó la medalla de plata al salir segundo en la prueba de lanzamiento de bala, Clase F35, con una marca de 14.91 m. 	
| Atletismo Masculino Lanzamiento de bala T35 Participantes: 6 | Atletismo Masculino Lanzamiento de bala T35 Participantes: 6 | Atletismo Masculino Lanzamiento de bala T35 Participantes: 6 | Atletismo Masculino Lanzamiento de bala T35 Participantes: 6 | Atletismo Masculino Lanzamiento de bala T35 Participantes: 6 |
|                                                              | Atleta                                                       | País                                                         | Distancia                                                    |                                                              |
| ------------------------------------------------------------ | ------------------------------------------------------------ | ------------------------------------------------------------ | ------------------------------------------------------------ | ------------------------------------------------------------ |
| 1                                                            | Xinhan Fu                                                    | China                                                        | 15.19                                                        |                                                              |
| 3                                                            | Hernán Urra                                                  | Argentina                                                    | 14.91                                                        |                                                              |
| 3                                                            | Edgars Bergs                                                 | Letonia                                                      | 14.55                                                        |                                                              |
| Fuente: Página oficial de los Juegos.                        |                                                              |                                                              |                                                              |                                                              |

## Medalla de bronce en fútbol 5
La selección argentina de fútbol 5 Los Murciélagos, obtuvo la medalla de bronce al vencer a China 1-0, luego de que el partido por el tercer puesto terminara empatado sin goles y se definiera con penales. El equipo estuvo integrado por Federico Accardi (B1), Ángel Deldo (B1), Maximiliano Espinillo (B1), Darío Lencina (arquero), Germán Muleck (arquero), Froilán Padilla (B1), David Peralta (B1), Lucas Rodríguez (B1), Nicolás Véliz (B1) y Silvio Velo (c, B1). El entrenador fue Martín Demonte y el llamador o guía fue Germán Márquez.
Clasificaron a los Juegos ocho países, divididos en dos grupos clasificatorios. El Grupo A estuvo integrado por  Brasil, Irán, Marruecos y Turquía, y el Grupo B estuvo integrado por Argentina, China, España y México.
Los Murciélagos clasificaron primeros en su grupo luego de vencer a México 2-0 (Espinillo y Velo), a España 1-0 (Véliz) y a China en el desempate por finalizar sin goles, en el que el arquero Muleck atajó dos penales, mientras Espinillo y Véliz convirtieron los suyos.
En semifinales Los Murciélagos debieron jugar contra Irán, sorpresa del torneo, que había clasificado segundo invicto en el Grupo A, luego de empatar con el local y favorito Brasil. Argentina dominó ampliamente, registrando en el partido ocho tiros al arco contra ninguno de Irán y una posesión de pelota del 63%, pero no pudo convertir goles. En el desempate Irán convirtió dos penales, contra sólo uno de Argentina, obteniendo el pase a la final.
Por la medalla de bronce debieron jugar nuevamente Argentina y China, ambos países potencias mundiales en el fútbol para ciegos. El partido fue parejo, con un leve predominio de Argentina que pateó 5 tiros al arco, contra 3 de China y tuvo un 53% de posesión. Como había sucedido en el grupo clasificatorio, empataron sin goles y nuevamente fue preciso recurrir a los penales de desempate. La figura fue el arquero argentino Germán Mulek, que atajó los tres penales, mientras que Espinillo le dio el gol de diferencia a los Murciélagos al convertir el suyo.
| Fútbol 5 Masculino                    | Fútbol 5 Masculino | Fútbol 5 Masculino | Fútbol 5 Masculino | Fútbol 5 Masculino |
|                                       | País               |                    |                    |                    |
| ------------------------------------- | ------------------ | ------------------ | ------------------ | ------------------ |
| 1                                     | Brasil             |                    |                    |                    |
| 2                                     | Irán               |                    |                    |                    |
| 3                                     | Argentina          |                    |                    |                    |
| Fuente: Página oficial de los Juegos. |                    |                    |                    |                    |

## Resultados

### Primer día (8 sep)

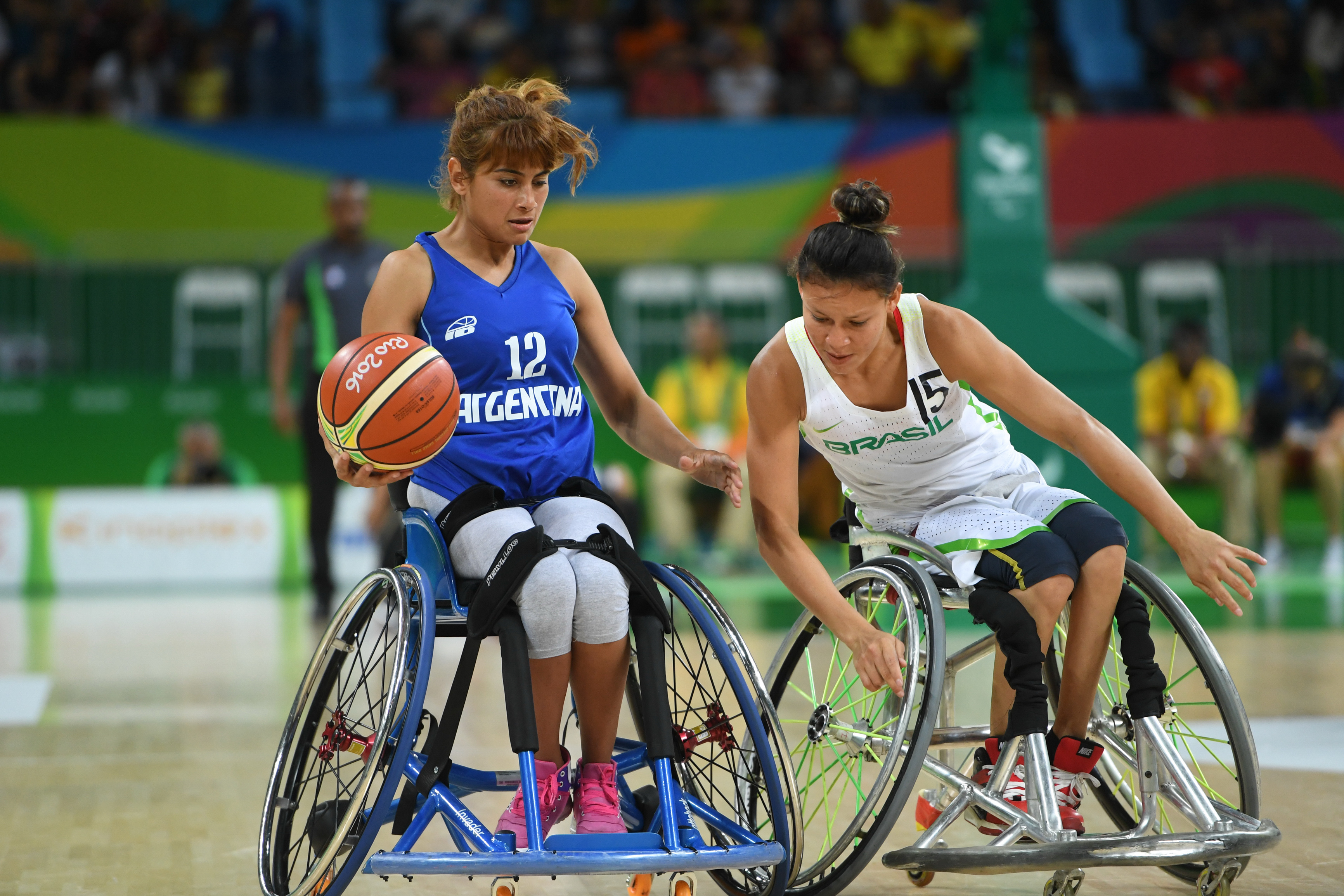
Baloncesto en silla de ruedas femenino. Argentina enfrenta a Brasil en Río de Janeiro 2016.

- Daniela Giménez (natación) finalizó 7ª en la final de la prueba de 100 m pecho femenino SB9, obteniendo diploma paralímpico.[10]
- Yanina Martínez (atletismo), realizó el mejor tiempo de la primera serie clasificatoria en 100 m T36 (14.50) y clasificó en primer lugar para la semifinal de la prueba.
- Matías de Andrade y Guillermo Marro finalizaron en 7º y 8º lugar en la final de la prueba 100 m espalda masculino S7, ganando cada uno un diploma paralímpico.[11]
- Gabriel Cópola (tenis de mesa adaptado) le ganó 3-0 al surcoreano Jeong Seok Kim, en el primero de los dos partidos correspondientes al Grupo G, en el que debe salir 1º para clasificar a la etapa eliminatoria.[12]
- El seleccionado argentino de fútbol 7 masculino perdió 1-3 ante Irán, el primero de los tres partidos que debe disputar en el Grupo B, en el que debe salir 1º o 2º para clasificar a semifinales.[13]

### Segundo día (9 sep)

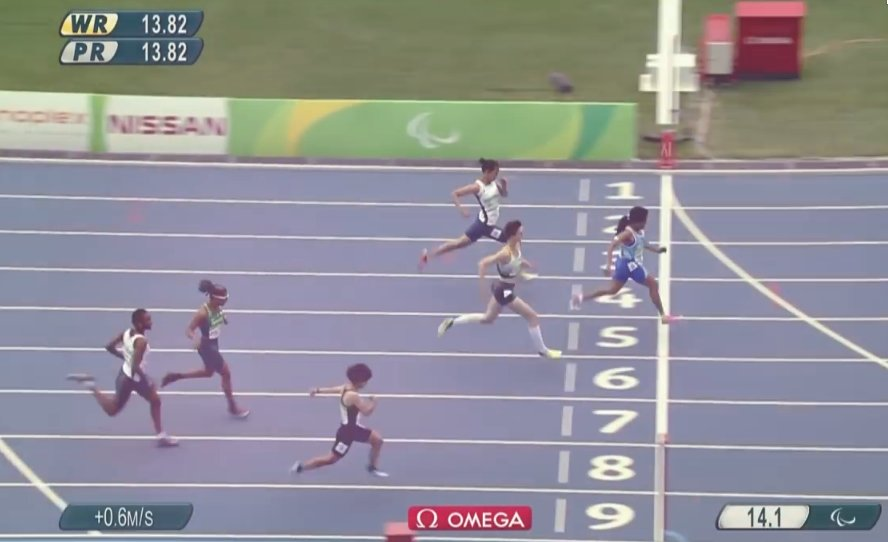
Yanina Martínez gana la medalla de oro en 100 metros T36. Hacía 20 años que Argentina no obtenía una medalla de oro.

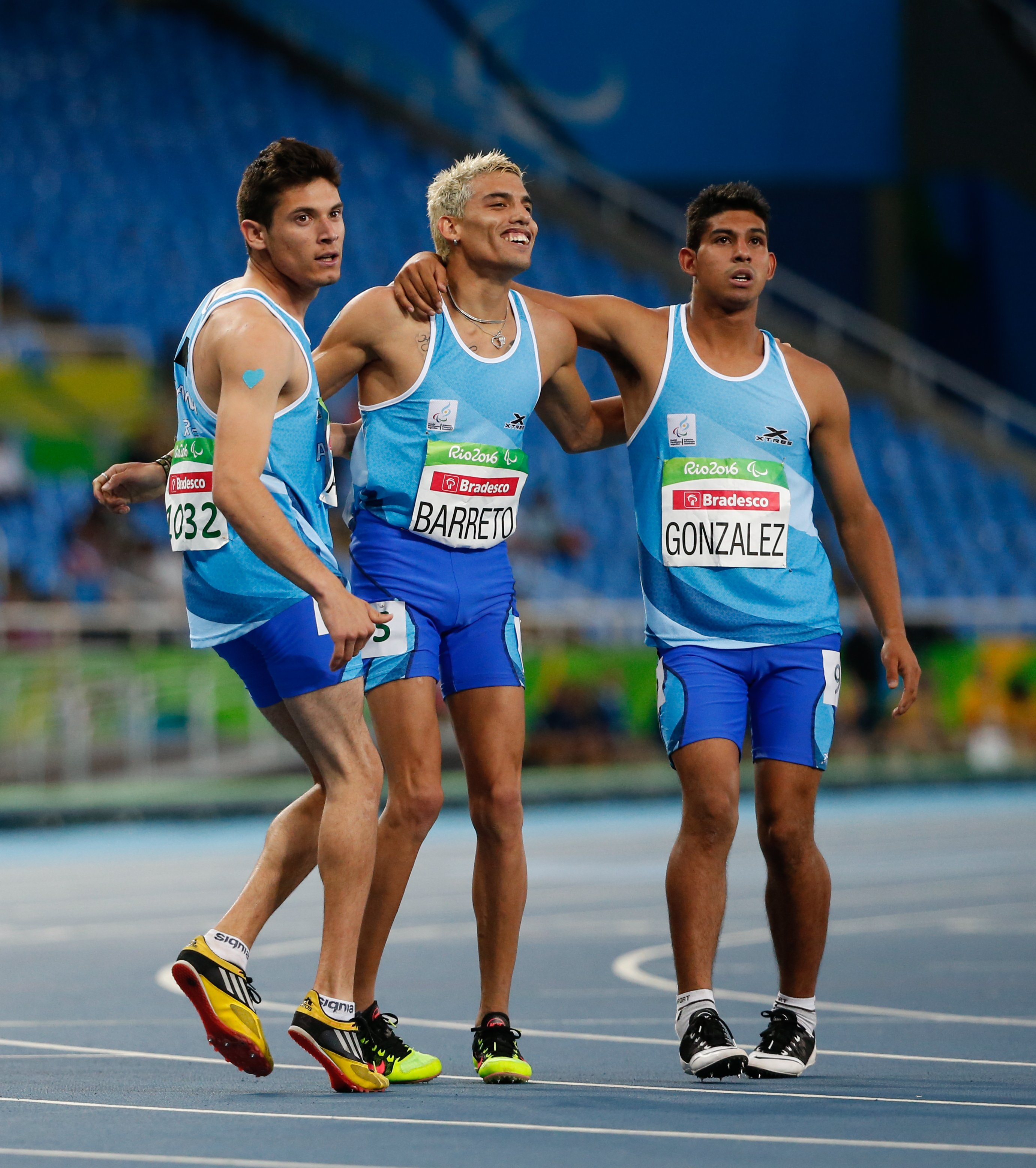
Hernán Barreto gana la medalla de bronce en 100 m T35. En la misma prueba Aravena (6º) y González (7º) obtienen diploma paralímpico. Barreto ganaría dos medallas de bronce en Río 2016, que se suman a la obtenida en Londres 2012.

- Yanina Martínez ganó la medalla de oro en 100 metros llanos T36 (atletismo).
- José Effrón ganó diploma olímpico al llegar a cuartos de final en judo (hasta 81 kilos).[14]
- Giselle Muñoz (tenis de mesa adaptado) ganó el segundo partido del grupo clasificatorio a la egipcia Faiza Mahmoud. Había perdido el día anterior el primer partido contra la representante de Países Bajos Kelly van Zon y debería enfrentar al día siguiente a la turca Kubra Korkut, para definir el segundo lugar del grupo.[15]
- Hernán Barreto ganó la medalla de bronce en 100 metros llanos T36 (atletismo), y en la misma prueba obtuvieron diploma los argentinos Nicolás Aravena (6º) y Diego Martín Conzález (7º).[16]
- La atleta Florencia Belén Romero obtuvo diploma al finalizar 7ª en la prueba de lanzamiento de disco F11, obteniendo su mejor marca personal (25.69 m).[17]
- Gabriel Cópola (tenis de mesa adaptado) ganó 3-0 su segundo y último partido del grupo clasificatorio, contra el brasileño David Andrade de Freitas y terminó primero en el mismo, sin perder ningún set, clasificando así a octavos de final.[18]
- El equipo masculino de fútbol 5 Los Murciélagos ganó 2-0 contra México, el primer partido de los tres partidos de su grupo clasificatorio. Los goles los marcaron Maximiliano Espinillo y Silvio Velo.[19]

### Tercer día (10 sep)
- El experimentado judoca Jorge Lencina (40 años), único deportista argentino que ha competido tanto en los Juegos Olímpicos y Paralímpicos, obtuvo diploma paralímpico por haber llegado a los cuartos de final en la categoría hasta 90 kilos. Lencina venció en octavos de final al canadiense Tony Walby por ippon, perdió por ippon en cuartos de final con el georgiano Zviad Gogotchuri y volvió a perder en el repechaje por apenas un yuko con el uzbeco Shukhrat Boboev.[20]
- Gabriel Coppola (tenis de mesa) quedó eliminado luego de haber ganado su grupo clasificatorio.
- El equipo mixto de bocha (boccia) BC 1-2 ganó los dos partidos de su grupo clasificatorio, pasando a cuartos de final. El primer partido contra Eslovaquia lo ganó 5-4, luego de haber llegado a la última entrada tres puntos abajo.[21] En el segundo partido venció a Portugar 7-1.[22] Argentina fue el único equipo de la competencia que ganó los dos primeros encuentros.
- El equipo argentino de fútbol 7 perdió por segunda vez en la fase clasificatoria, quedando sin chances para pasar a las semifinales.

### Cuarto día (11 sep)

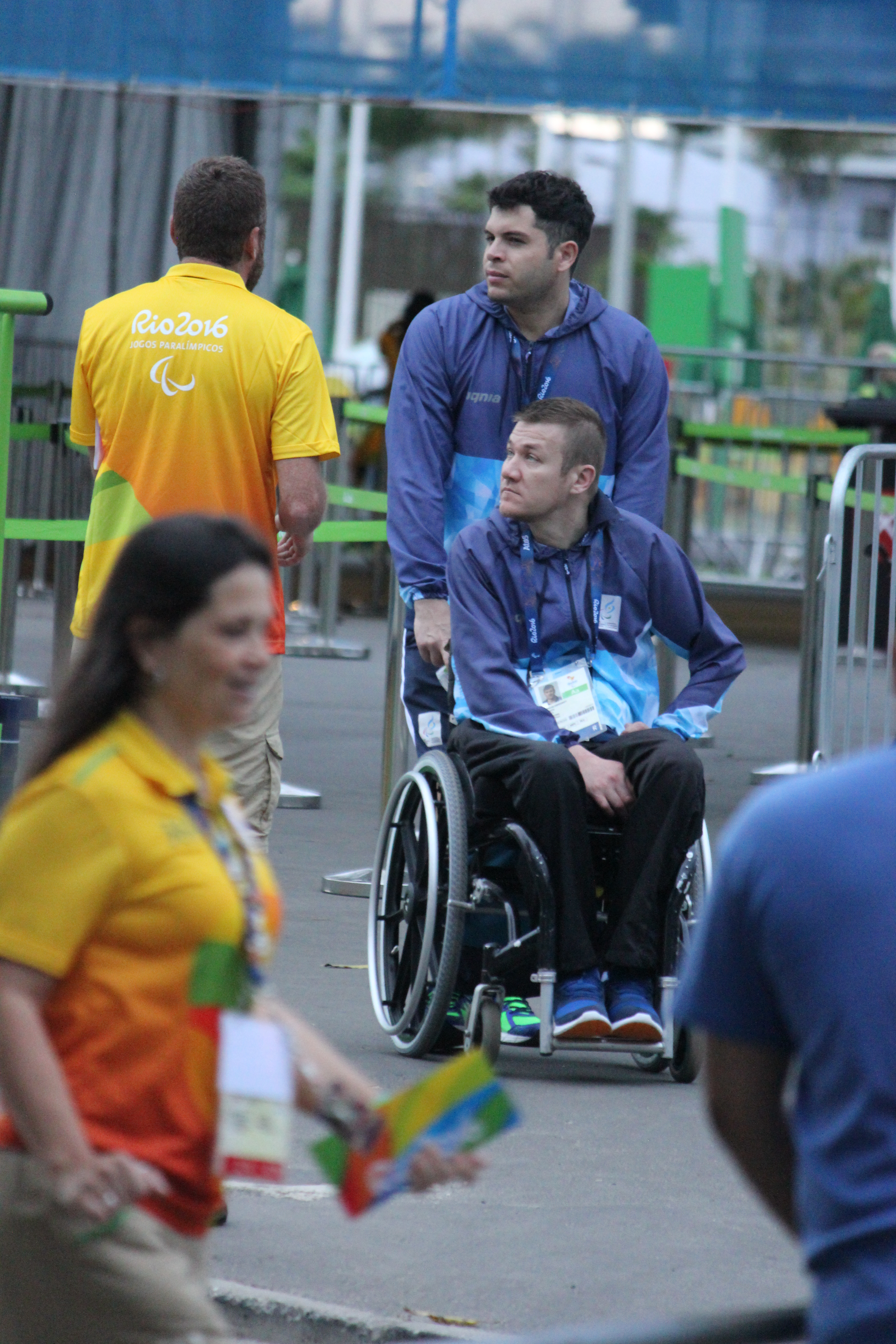
Fernando Eberhardt, del equipo de tenis de mesa adaptado, en la Villa Paralímpica.

- La nadadora Daniela Giménez finalizó 9ª en la prueba de 200 metros combinados individual femenino SM9, quedando fuera de la final por solo seis décimas.[23]
- Los Murciélagos vencieron a España 1-0 con gol de Nicolás Véliz, ganando así el segundo de tres partidos del grupo clasificatorio, que les aseguró su pase a semifinales.[24]
- En atletismo, Diego Martín González y Hernán Barreto clasificaron en tercero y cuarto lugar respectivamente, en las series clasificatorias de la prueba de 200 metros llanos T35. González marcó 26.92, su mejor marca personal y Barreto marcó 27.37, su mejor marca de la temporada.[25]
- En ciclismo Raúl Villalba finalizó en la 9ª posición en la prueba de 1 km contra reloj B, quedando a solo cinco milésimas del octavo puesto, que le hubiera significado ganar un diploma.[26]
- Mariano Domínguez obtuvo diploma olímpico al llegar 7º en la final de 1500 metros T37, con un tiempo de 4:46.42, su mejor marca de la temporada.[27]
- El equipo mixto BC1-2 de boccia clasificó a semifinales al vencer 6-4 a Hong Kong, luego de ir perdiendo 4-1.[28] En semifinales perdió 1-14 con Tailandia, correspondiéndole disputar la medalla de bronce contra Portugal al día siguiente.[29]
- El tenista Gustavo Fernández venció 6-2 y 6-4 al español Martín de la Puente, pasando a la tercera ronda (octavos de final).
- La pareja de dobles masculino de tenis en silla de ruedas, integrada por Gustavo Fernández y Agustín Ledesma, pasaron a cuartos de final al vencer 7-5 y 6-2 a los sudafricanos Leon Els y Evans Maripa.[30]

### Quinto día (12 sep)

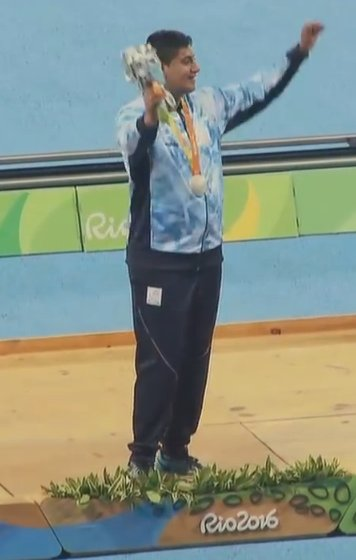
Hernán Urra recibe la medalla de plata en la prueba de lanzamiento de bala.

- El atleta Hernán Barreto obtuvo medalla de bronce en la prueba de 200 metros, su segunda medalla en los Juegos y la tercera medalla de su carrera.
- El atleta Diego Martín Conzález obtuvo diploma olímpico al salir cuarto en la prueba de 200 metros.
- El atleta Nicolás Aravena obtuvo diploma olímpico al salir sexto en la prueba de 200 metros.
- El tenista Gustavo Fernández venció 6-1 y 6-2 al austríaco Adam Kellerman, pasando a cuartos de final.[31]
- El equipo de boccia (Luis Cristaldo, María Sahonero, Mauricio Ibarbure y Sebastián González) obtuvo diploma olímpico al finalizar cuartos, luego de perder el partido por la medalla de bronce contra Portugal 2-6.[32]
- El equipo de fútbol 7 venció a Estados Unidos 3-2 en el último de los partidos del grupo clasificatorio y obtuvo el derecho a disputar el partido por el quinto puesto, asegurándose un diploma olímpico. Argentina iba perdiendo 1-2 al finalizar el tiempo reglamentario, y obtuvo dos goles en tiempo de descuento, que le permitieron ganar el partido y clasificar. Los goles argentinos fueron convertidos por Maximiliano Fernández (30'), Rodrigo Lugrin (60'+2) y Mariano Cortés (60'+5).[33]
- La pareja de dobles masculino en tenis en silla de ruedas integrada por Gustavo Fernández y Agustín Ledesma, obtuvieron diploma olímpico, al llegar a cuartos de final, donde perdieron con la pareja francesa integrada por Stephane Houudet y Nicolas Peifer.[34]
- El atleta Hernán Urra obtuvo la cuarta medalla de la delegación al ganar la medalla de plata en la prueba de lanzamiento de bala, Clase F35, con una marca de 14.91 m.[5]
- El atleta Sergio Paz obtuvo diploma paralímpico, al finalizar sexto en lanzamiento de disco F11, con marca de 33.99 metros.[35]

### Sexto día (13 sep)
- La atleta Yanina Martínez no pudo repetir en la final de 200 metros el tiempo que había hecho en la serie clasificatoria (30.80), perdiendo la posibilidad de acceder a una medalla, al quedar cuarta con diploma paralímpico y un tiempo de 31.21.[36]
- El atleta Mario Tataren ganó diploma al finalizar 7º en la prueba de salto en largo T37, marcando 5.74m, su mejor marca de la temporada.[37]
- La selección argentina de fútbol para ciegos Los Murciélagos finalizaron primeros en su grupo, luego de empatar con China 0-0, y vencer en el desempate por penales 2-1, clasificando a semifinales.[38]
- El tenista Gustavo Fernández ganó diploma paralímpico al llegar hasta cuartos de final, donde fue derrotado por el británico Gordon Reid 6-2, 6-7 y 1-6.[39]
- El jinete Patricio Guglialmelli Lynch, montando a Sísifo Interagro, obtuvo diploma en equitación, en la prueba individual grado III, al finalizar en la 8ª posición.[40]
- La nadadora Nadia Báez obtuvo diploma en 100 metros pecho SB11, al finalizar quinta con un tiempo de 1:35.51.[41]
- El nadador Pipo Carlomagno obtuvo diploma en 100 metros espalda S8, al finalizar sexto con un tiempo de 1:07.33.[42]

### Séptimo día (14 sep)
- La ciclista Mariela Delgado obtuvo diploma paralímpico al finalizar 6ª en ciclismo de ruta contra reloj C5, con un tiempo de 29:59.78.[43]
- El ciclista Rodrigo López obtuvo diploma paralímpico al finalizar 8º en ciclismo de ruta contra reloj C1, con un tiempo de 31:43.42.[44]
- El palista Lucas Díaz Aspiroz clasificó a la final de la prueba de canotaje de velocidad KL1 masculino, marcando el séptimo tiempo.[45]
- El equipo de fútbol 7 adaptado obtuvo diploma al finalizar sexto, luego de perder contra Gran Bretaña 0-2 el partido por la quinta posición.[46]
- El nadador Facundo Arregui obtuvo diploma al finalizar 5º en la prueba de 400 metros libre S7, marcando un tiempo de 4:57.40.[47]
- El nadador Elián Araya obtuvo diploma al finalizar 8º en la prueba de 100 metros pecho SB14, marcando un tiempo de 1:11.60.[48]
- Las nadadoras Ana Luz Pellitero y Anabel Moro obtuvieron diplomas paralímpicos al finalizar 6ª y 7ª, respectivamente, en la prueba de 100 metros espalda S12, marcando 1:21.73 y 1:22.79, en ese orden.[49]

### Octavo día (15 sep)
- El palista Lucas Díaz Aspiroz obtuvo diploma paralímpico al llegar 6º en la final de la prueba de canotaje de velocidad KL1 masculino, marcando un tiempo de 53.078.[50]
- El nadador Marco Pulleiro obtuvo diploma paralímpico al terminar 7º en la final de la prueba de 100 metros estilo mariposa, marcando un tiempo de 1:03.75.[51]
- La selección de fútbol para ciegos Los Murciélagos perdió por penales en la semifinal contra Irán, debiendo jugar contra China por la medalla de bronce en la última jornada de los Juegos.[52]

### Último día (17 sep)

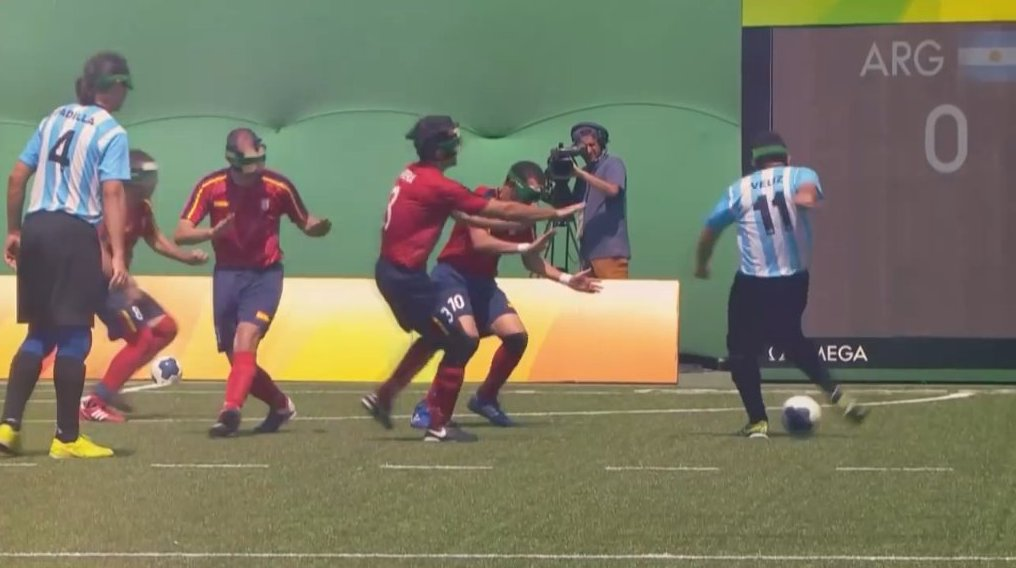
Nicolás Véliz convierte el gol ante España que permitió a Los Murciélagos clasificar a semifinales. El último día de competencias ganaron la medalla de bronce en fútbol 5 para ciegos.

- La ciclista Mariela Analia Delgado ganó diploma al llegar 4ª en la final de la carrera de ruta C4-5, marcando un tiempo de 2:21:58, el mismo que hizo la competidora que ganó la medalla de bronce, definiéndose por foto finish.[53]
- El seleccionado de fútbol 5 para ciegos Los Murciélagos ganó la medalla de bronce, al vencer a China en la serie de penales de desempate, luego de que el partido por la medalla terminara igualado sin goles.[54]
- La nadadora Anabel Moro obtuvo diploma al finalizar 4ª en la prueba 50 metros libre S12, con un tiempo de 30.01.[55] De esta manera se dio por finalizada la actuación de los deportistas argentinos en los Juegos Paralímpicos de Río de Janeiro 2016.

## Deportistas clasificados

### Atletismo
1. Hernán Barreto (100 m y 200 m T35)
2. Hernán Urra (lanzamiento de bala F35)
3. Daniel Tataren (100 m y salto en largo T37)
4. Nicolás Aravena (100 y 200 m T35)
5. Sergio Paz (lanzamiento de disco F11)
6. Jonatan Avellaneda (salto en alto T42)
7. Mariano Domínguez (800 m y 1500 m T 37)
8. Yanina Martínez (100 m y 200 m T36)
9. Florencia Romero (lanzamiento de disco y bala F11)
10. Karina Loyola (lanzamiento de bala y disco F41)
11. Aldana Ibáñez (100 m y salto en largo T47).
12. Diego Martín González (100 m y 200 m T35)

### Baloncesto en silla de ruedas
1. Selección Femenina (13 jugadoras).

### Canotaje
1. Lucas Díaz Aspiroz (KL1).

### Ciclismo
1. Mariela Delgado
2. Rodrigo López
3. Cristina Otero
4. Rául Villalba

### Equitación
1. Patricio Guglialmelli

### Fútbol 5
- Los Murciélagos:

- Jugadores
  - Federico Accardi
  - Ángel Deldo
  - Maximiliano Espinillo
  - Darío Lencina
  - Germán Muleck
  - Froilán Padilla
  - David Peralta
  - Lucas Rodríguez
  - Nicolás Véliz
  - Silvio Velo
- Entrenador: Martín Demonte
- Guía o llamador: Germán Márquez

### Fútbol 7
- Los Tigres (14 jugadores)

### Judo
1. Paula Gómez (48 kg)
2. Eduardo Gauto (60 kg)
3. Fabián Ramírez (73 kg)
4. Jorge Lencina (81 kg)
5. José Effron (90 kg)

### Tenis
1. Gustavo Fernández
2. Ezequiel Casco
3. Agustín Ledesma

### Natación
1. Daniela Giménez (S9)
2. Anabel Moro (S12)
3. Ana Pellitero (S12)
4. Nadia Báez (S11)
5. Facundo Arregui (S7)
6. Fernando Carlomagno (S8)
7. Matías De Andrade (S7)
8. Sergio Zayas (S11)
9. Marco Pulleiro (S9)
10. Elian Araya (S14)
11. Guillermo Marro (S7)

### Vela
1. Juan Fernández Ocampo (2.4mR)

### Boccia
Equipos BC1-2
1. Luis Cristaldo
2. María Sahonero
3. Mauricio Ibarbure
4. Sebastián González

### Tenis de Mesa
1. Gabriel Cópola (C3 y equipos C5)
2. Fernando Eberhardt (C1)
3. Mauro Depergola (C5 y equipos C5)
4. Giselle Muñoz (individual C7)

### Halterofilia
1. David Coronel

### Remo
1. Mariana Gallo